# Achilles Puchala
Achilles Puchala (18 de Março de 1911 - 19 de julho de 1943) foi um frade franciscano polonês, nascido em Kosin. Foi martirizado em 1943 e beatificado como um dos 108 Mártires da Segunda Guerra Mundial pelo Papa João Paulo II em 13 de junho de 1999. Seu dia de festa é 12 de junho.

## Vida
Ele nasceu em Kosin, na Polônia no dia 18 de Março de 1911. Aos 16 anos foi admitido na  Ordem Franciscana. Nos anos 1932-1937, ele estudou filosofia e teologia em Cracóvia. Ele foi ordenado sacerdote em 1936. Após a formatura, ele se tornou um padre no mosteiro franciscano em Grodno e em 1939, ele foi o segundo vigário em Iwaniec.
Após o início da Segunda Guerra Mundial, foi transferido para a aldeia de Pierszaje, para exercer as funções de pároco na Paróquia Santa Maria Madalena. Após o levante anti-alemão em Iwaniec (junho de 1943), a população local (cerca de 300 pessoas - incluindo refugiados de Iwaniec) foram presa pelos alemães com a intenção de assassiná-los. O padre Achilles Puchala não aproveitou a oportunidade para escapar. Junto com o frei Karol Herman Stępień, ele voluntariamente se juntou aos presos, declarando: "Os pastores não podem abandonar os fiéis!".
No dia 19 de julho de 1943, os alemães levaram os habitantes de Pierszaj para a aldeia de Borowikowszczyzna. Lá, os franciscanos foram cruelmente assassinados e seus corpos queimados em um celeiro pela Gestapo. Os habitantes de Pierszaj não foram mortos - eles foram enviados para trabalhos forçados. O local da execução dos assassinados foi comemorado com uma capela-santuário.
Em 1999, o Papa João Paulo II o beatifica em Varsóvia, juntamente com os 108 mártires da Segunda Guerra Mundial.